# Manuel Canduela
Manuel Canduela Serrano (Valencia, 20 de noviembre de 1969) es un expolítico español, líder del partido político neonazi Democracia Nacional (DN) desde 2004, hasta 2018.

## Biografía
Nació el 20 de noviembre de 1969 en Valencia.
Fue falangista en la adolescencia. En la década de 1990 fundó una banda musical de género RAC conocida como División 250, disuelta en la actualidad.  En su juventud, también militó en la agrupación neonazi valenciana Acción Radical. Fue procesado en el juicio relativo al asesinato de Guillem Agulló, y resultó absuelto. Sin embargo, fue condenado en 1995 a dos meses de prisión por asociación ilícita a la extinta agrupación.
Se convirtió, tras una purga interna, en líder del partido de extrema derecha Democracia Nacional en 2004. Dimitió de dicho cargo en el año 2018, debido a problemas personales que le impedían dedicar a la organización el tiempo requerido.

## Pensamiento
En distintas entrevistas y mítines, Canduela ha expuesto sus opiniones acerca de minorías raciales, religiosas y políticas, opiniones que han sido recogidas por los medios de comunicación. Así pues, Manuel Canduela es crítico con respecto al sionismo, el Islam, el fenómeno migratorio y los antifascistas.
Afirma que en 1492 «nos liberamos del yugo musulmán y judío», y que «si no hubiéramos ganado, no podríamos hacer ni eso [comer jamón o tomar alcohol] y, ahora, seríamos el culo del Islam». De personas relacionadas con el independentismo catalán como Joan Laporta o Josep Lluís Carod-Rovira afirma que son «cochinos» y «repugnantes». De los activistas antifascistas afirma que son «gentuza que trabaja para el Gobierno». Afirma que «hay una relación causa-efecto entre inmigración y delincuencia», y que «España [es una] recolectora mundial de inmigrantes».